# Chlorophytum brachystachyum
Chlorophytum brachystachyum är en sparrisväxtart som beskrevs av John Gilbert Baker. Chlorophytum brachystachyum ingår i släktet ampelliljor, och familjen sparrisväxter. Inga underarter finns listade i Catalogue of Life.